# Ero tenebrosa
Espèce
Ero tenebrosa est une espèce d'araignées aranéomorphes de la famille des Mimetidae.

## Distribution
Cette espèce est endémique de La Gomera aux îles Canaries en Espagne,.

## Description
La femelle holotype mesure 2,62 mm

## Publication originale
- Lissner, 2018 : A new pirate spider of the genus Ero (Araneae: Mimetidae) from the Canary Islands, with contributions on other Palaearctic species. Arachnology, vol. 17, no 8, p. 410-418.